# Cercospora tridacis-procumbentis
Cercospora tridacis-procumbentis är en svampart som beskrevs av Thirum. & Govindu 1953. Cercospora tridacis-procumbentis ingår i släktet Cercospora och familjen Mycosphaerellaceae.   Inga underarter finns listade i Catalogue of Life.